# Organização Talal Abu Ghazaleh
A Organização Talal Abu-Ghazaleh (TAG-Org) é uma holding internacional que opera em mais de 100 escritórios em todo o mundo na região árabe, África, Europa, Ásia e América do Norte.
A organização é uma fornecedora líder de serviços profissionais, tendo estabelecido um total de 60 empresas e sociedades membros desde a sua criação, além de ser afiliada do Banco Mundial, ao Registro de Contadores e Auditores (Washington) e ao Centro das Nações Unidas para Corporações Transnacionais. (UNCTC). A TAG-Org é especialmente reconhecida pelo seu papel no apoio aos inovadores árabes, promovendo o conceito e a relevância dos direitos de propriedade intelectual (DPI) nos países árabes durante os anos setenta, particularmente com a fundação da Abu-Ghazaleh Intellectual Property (AGIP) em 1972, e mais tarde, a Sociedade Árabe de Propriedade Intelectual (ASIP) em 1987.
A empresa produziu uma enciclopédia eletrônica em 2013 (Tagepedia) que agora possui 1.200.000 integrações, mas não é uma enciclopédia gratuita como a Wikipedia. (veja registrar.tagepedia.org).

## Linha do tempo
- 1972: TAG-Org fundada como Talal Abu-Ghazaleh & Co. (TAGCO), no Kuwait por Talal Abu-Ghazaleh .
- 1975: TAGCO publica o primeiro Dicionário Inglês-Árabe para Contabilidade .
- 1983: A Sociedade Árabe de Contadores Certificados (IASCA) é formada em Londres, Inglaterra.
- 1985: Talal Abu-Ghazaleh recebe o prestigioso prêmio francês Chevalier de la Légion d'honneur no Palácio do Eliseu em Paris, França, e a Primeira Conferência Árabe Internacional de Contabilidade é realizada na Tunísia.
- 1987: É formada a Sociedade Árabe para a Proteção da Propriedade Industrial (ASPIP), mais tarde conhecida como [[Sociedade Árabe para a Propriedade Intelectual (ASIP) ]].
- 1989: A Arab Management Society é formada, mais tarde conhecida como The Arab International Society for Management Technology (AIMICT) .
- 1997: É formada a Sociedade Árabe de Licenciamento e Transferência de Tecnologia (ALTTS), mais tarde conhecida como Sociedade de Executivos de Licenciamento – Países Árabes (LES-AC) .
- 2001: TAG-Org concorda com a OMC em lançar o site árabe da OMC e um acordo é assinado entre TAG-Org e CIE – Universidade de Cambridge .
- 2004: AGIP lança Dicionário de Propriedade Intelectual e lança a Agência de Notícias AGIP, e o certificado ACPA foi credenciado pela Universidade de Cambridge .
- 2005: APCO Worldwide forma parceria estratégica com TAG-Org.
- 2006: A Escola de Negócios Talal Abu-Ghazaleh (TAG-SB) é lançada como parte da Universidade Alemã-Jordaniana
- 2013: TAG-Org celebra acordo de cooperação com Russell Bedford International[2]
- 2014: Lançado Centro de Conhecimento e Criação de Riqueza Talal Abu-Ghazaleh[3]
- 2015: TAG-Org lança novas empresas na Rússia[4]
- 2016: Business Coaching é o novo serviço da TAG-Org[5]
- 2017: Abu-Ghazaleh lança o Diploma Internacional Talal Abu-Ghazaleh em Habilidades de TI (TAG-DIT)[6]

## Afiliações
Ao longo da sua existência, a TAGOrg conseguiu desenvolver numerosos laços e afiliações com importantes organizações internacionais e, em alguns casos, atuar como promotora de suas causas junto aos países árabes. As mais notáveis dessas afiliações incluem:
- Conferência das Nações Unidas sobre Comércio e Desenvolvimento (UNCTAD)
- Organização Mundial do Comércio (OMC)
- Programa das Nações Unidas para o Desenvolvimento (PNUD)
- Comitê Internacional de Práticas de Auditoria (IAPC)
- Comitê Internacional de Normas Contábeis (IASC)
- Federação Internacional de Contadores (IFAC)
- Padrões Internacionais de Contabilidade e Relatórios (ISAR])
- Câmara de Comércio Internacional (ICC)
- Sociedade Internacional de Executivos de Licenciamento (LESI)

## Instituições educacionais das organizações Talal Abu-Ghazaleh
Instituições educacionais das Organizações Talal Abu-Ghazaleh: universidades e faculdades que oferecem certificados acadêmicos:
- A Organização Árabe para a Garantia da Qualidade na Educação (AROQA)
- Faculdade de Negócios da Universidade Talal Abu-Ghazaleh (TAG-UCB)
- Talal Abu-Ghazaleh University Company (Líbano) - (TAGI-UNI)
- Rede de Pesquisa e Educação dos Estados Árabes (ASREN)
- Escola de Pós-Graduação em Negócios Talal Abu-Ghazaleh (TAG-SB)
- Sociedade do Conhecimento Talal Abu-Ghazaleh (TAGKS)
- Academia Talal Abu-Ghazaleh (TAG-Academia)
- Sociedade Árabe Internacional de Contadores Certificados (IASCA)
- A Sociedade Árabe Internacional para Tecnologia em Gestão (AIMICT)[7]